# Cantone di Thônes
Il Cantone di Thônes era un cantone francese dell'arrondissement di Annecy.
A seguito della riforma approvata con decreto del 13 febbraio 2014, che ha avuto attuazione dopo le elezioni dipartimentali del 2015, è stato soppresso.

## Composizione
Comprendeva i comuni di:
- La Balme-de-Thuy
- Le Bouchet
- Les Clefs
- La Clusaz
- Le Grand-Bornand
- Manigod
- Saint-Jean-de-Sixt
- Serraval
- Thônes
- Les Villards-sur-Thônes